# 클로드 제니스트
클로드 제니스트(Claude Genest, 1950년 ~ )는 캐나다의 정치인, 배우, 텔레비전 배우이다.

## 영화
- 슬립프 룸 (1998년)
- 어싸인먼트 (1997년)
- 할로우 포인트(영어판) (1996년)